# Bathippus macroprotopus
Bathippus macroprotopus là một loài nhện trong họ Salticidae.
Loài này thuộc chi Bathippus. Bathippus macroprotopus được Mary Agard Pocock miêu tả năm 1898.